# Franciszek Grzegorz Lubomirski
Franciszek Grzegorz Lubomirski (ur. 1752, zm. 1812) – polski książę.

## Życiorys
Syn Jerzego Ignacego Lubomirskiego i Joanny Lubomirskiej (Joanny von Stein zu Juttingen); linii rzeszowsko – rozwadowskiej.
Po bezpotomnej śmierci Teodora Hieronima, majątek i Rzeszów przeszedł w ręce Franciszka. Po pierwszym rozbiorze miasto znalazło się w granicach Austrii, władze austriackie, wprowadziły szereg zamian administracyjnych i dokonały nowego podziału szlachty. Franciszek Lubomirski, z racji urodzenia i majątku został zaliczony do magnatów i stanu panów, jako jeden z 11 książąt Galicji. Franciszek na mocy ugody z rodzeństwem i matką przejął w 1763 r. klucz rozwadowski i miżyniecki, wsie z folwarkami i wszystkimi przyległościami oraz majątek Husów z folwarkiem. Po spłaceniu długów, ciążących na dobrach rzeszowskich przejął je ostatecznie w 1783 r. Franciszek przeniósł się z zamku w Rzeszowie, do Charzewic, które stały się stałą siedzibą Lubomirskich linii rzeszowskiej. Zamieszkał we dworze zbudowanym przez jego ojca, a w latach 1782–1786 wybudował na obrzeżach Charzewic, neoklasyczny, piętrowy gmach nazywany „zamkiem” lub „willą książęcą”. Jego parter zajmował zarząd rozwadowskiego dominium, zaś piętro wykorzystywała okresowo rodzina książęca.
W 1775 roku był członkiem loży wolnomularskiej Trzy Orły Białe.
Kawaler Orderu Św. Stanisława, szambelan cesarski, arcykomorzy wielki koronny Królestwa Galicji. 
Żonaty dwukrotnie; z Agatą Mossakowską (ur. 1757, zm. 1797) i Anną Dobrzańską (ur. 1773, zm. 1819). Jego pierwsza żona, Agata Mossakowska herbu Jastrzębiec, w 1785 roku założyła osadę Agatówka nazwaną tak od jej imienia.
Pochowany w krypcie klasztoru franciszkanów w Rozwadowie.